# Đội tuyển cricket Tây Ấn
Đội tuyển cricket Tây Ấn là đội đại diện cho các quốc gia và vùng lãnh thổ chủ yếu sử dụng tiếng Anh ở vùng Caribe trong môn thể thao cricket.
Đội tuyển cricket Tây Ấn bắt đầu tham gia Test cricket trong năm 1928.
Trong thời 1980s, Đội tuyển cricket Tây Ấn thắng 9 trận Test liên tiếp, nhiều nhất trong lịch sử cricket. Năm 2001, Đội tuyển cricket quốc gia Úc qua mặt, và thắng 16 trận liên tiếp.
Đội tuyển cricket Tây Ấn đoạt Giải vô địch cricket thế giới hai lần, trong năm 1975 và 1979, hai giải đầu tiên. Đội tuyển cricket Tây Ấn đạt hạng nhì năm 1983.